# 天官上卿第
天官上卿第，位于江西省上饶市婺源县江湾镇理坑村，为明朝天启朝的南京吏部尚书余懋衡所建的府第。
天官上卿第位于村西的三叉街口，坐南朝北，大门设在东北侧的街角处，两侧有八字墙，门头刻有“天官上卿”字样。外墙凹凸不规则。内部风格古朴，不事雕饰。
2006年5月25日，天官上卿第作为理坑村民居的子项目，列为全国重点文物保护单位。